# Îlot Businco
L'Îlot Businco (en italien Isolotto Businco), connu également sous le nom de Scoglio Businco (« Écueil Businco »), est une île italienne rattachée administrativement à Sassari, commune de la province éponyme, en Sardaigne.

## Description
L'îlot, inhabité, est un écueil d'environ cent mètres de longueur dépourvu de végétation ; il est situé à moins de trois cents mètres de la côte sarde.